# RedState
RedState, транскрипция «рэд стэйт» (в переводе с англ. — «штат, голосующий за республиканцев») — американский консервативный политический сайт. Является одновременно и средством массовой информации в классическом понимании этого слова — со своими авторами, редакторами и блог-платформой, на которой может писать любой зарегистрировавшийся участник. Основан в 2004 году как альтернатива демократическому ресурсу Daily Kos. Принадлежит Townhall Media.

## О сайте
Есть две возможности использования сайта — платная и бесплатная. У RedState ежемесячно около 2 млн уникальных посетителей. Кроме рекламы и помощи от материнской компании RedState живет на пожертвования от читателей.
Авторы сайта часто появляются на различных шоу на тв, а представители Сената и Палаты представителей часто цитируют RedState. В то же время некоторые эксперты утверждают, что на ресурсе может присутствовать много дезинформации, и могут умалчиваться факты, противоречащие политики редакции.

## История
Сайт был основан тремя энтузиастами: Джошуа Тревиньо, Беном Домиником и Майком Кремпаски. Позднее к ним присоединились Эрик Эриксон и Клейтон Вагар. До 2015 года Эриксон был редактором ресурса. Далее сайт перестал раскрывать имя своего руководителя.
Начиная с 2009 года под эгидой RedState проходят ежегодные встречи. На них присутствуют именитые спикеры. Очередное мероприятие 2011 года служило началом предвыборной кампании Рика Перри.
В 2018 году издание приостановило контракты с рядом авторов из-за критики президента Трампа. В 2019 часть авторов уволилась, так как они стали замечать, что критические материалы о руководителе страны перестали продвигаться через социальные медиа ресурса. Выяснилось также, что руководство RedState подталкивало своих популярных спикеров высказываться лестно о Трампе. Похожая история происходила и в 2007, когда администрацией были забанены авторы, поддерживавшие Рона Пола.
В 2015 году издание отозвало приглашение Дональда Трампа на ежегодное собрание. На тот момент он являлся главным кандидатом от республиканцев в президентской гонке. Поводом для отзыва послужили слова политика в адрес ведущей канала Fox News Меган Келли.
В марте 2018 года автор RedState опубликовал статью, в которой задался вопросом, действительно ли Дэвид Хогг — 17-летний выживший во время стрельбы в школе Паркленда — был в школе во время инцидента. Публикация вызвала скандал. Издание не удалило её, а лишь добавила комментарий к статье.

## Собственники и руководство
Непосредственный владелец сайта — компания Townhall Media входит в христианскую медиа организацию Salem Media Group. Кроме RedState ей принадлежит еще пять платформ: Townhall, Bearing Arms, Hot Air, PJ Media и Twitchy. Совокупная аудитория проектов Townhall Media — 24 млн уникальных пользователей в месяц, которые просматривают 96 млн страниц. На социальные медиа проектов подписаны 9,5 млн читателей. Две трети аудитории проектов — мужчины.